# Berlin Nobody
Berlin Nobody ist ein deutsch-US-amerikanisches Filmdrama von Jordan Scott. Der Mystery-Thriller mit Eric Bana und Sadie Sink in den Hauptrollen als Vater und Tochter und einer Reihe von deutschen Schauspielern basiert auf dem Roman Tokyo von Nicholas Hogg und kam Ende Juni 2024 in die US-amerikanischen Kinos. Der Kinostart in Deutschland erfolgte Anfang August 2024.

## Handlung
Der US-amerikanische Sozialpsychologe Ben Monroe ist nach der Trennung von seiner Frau und von seiner Familie nach Berlin gezogen. Er hat sich durch seine Forschungen über Sekten und ihren Einfluss einen Namen gemacht. Auch in Berlin hat er Nachforschungen zu einer Sekte angestellt. Er bereitet sich darauf vor, ein neues Buch zu schreiben. Um ihm dabei zu helfen, nehmen ihn sein alter Freund Max, ein Polizist, und dessen Partnerin Nina mit zu einem Tatort, an dem eine kleine Gruppe von Menschen an einem rituellen Selbstmord beteiligt gewesen zu sein scheint.
Bens Tochter Mazzy, die ihn in Berlin besucht, bandelt mit Martin an, der den Teenager in die Underground-Partyszene der Stadt einführt. Martin engagiert sich für eine Umwelt-NGO, die von der mysteriösen Hilma geleitet wird. In Wahrheit jedoch steckt hinter der NGO eine religiöse Gemeinschaft, die Mazzy als jüngstes Opfer auserkoren hat.

## Literarische Vorlage
Der Film basiert auf dem Roman Tokyo von Nicholas Hogg aus dem Jahr 2015. Darin lebt der Sozialpsychologe Ben Monroe in Japan und ist Professor an der Universität von Tokyo. Hogg webte in seinen Roman auch japanische Mythen wie den von Prinzessin Kaguya-hime ein. Bei den sektischen Elementen ließ er sich von der Pana-Wave inspirieren. Diese religiöse Gruppe wurde 1977 von einer Frau namens Yuko Chino gegründet, an die die Sektenführerin in Hoggs Roman angelehnt ist.

## Produktion

### Filmstab und Besetzung
Regie führte Jordan Scott, die auch Hoggs Roman für den Film adaptierte. Es handelt sich um ihren ersten Spielfilm seit Cracks von 2009. Sie ist die Tochter von Ridley Scott. Berlin Nobody wurde von dessen Produktionsunternehmen Scott Free Productions gemeinsam mit Augenschein FilmProduktion produziert.
Der Australier Eric Bana und die US-Amerikanerin Sadie Sink, bekannt aus der Netflix-Serie Stranger Things, spielen in den Hauptrollen Ben Monroe und dessen Tochter Mazzy. Der Deutsche Stephan Kampwirth spielt Bens Freund und Kollegen Max und die Niederländerin Sylvia Hoeks dessen Partnerin Nina. Jonas Dassler spielt Martin, den Mazzy in Berlin kennenlernt. Daphna Rosenthal spielt dessen Großmutter. Sophie Rois ist in der Rolle von Hilma zu sehen, der Anführerin der Sekte, der Martin zugehört. Der deutsche Schauspieler Alexander Schubert ist in der Rolle eines Detectives zu sehen. Die deutsche Film- und Theaterschauspielerin Lara Feith spielt Lotte, die junge Frau, die tot an einem See aufgefunden wird.

### Filmförderung und Dreharbeiten
Der Film erhielt vom Medienboard Berlin-Brandenburg eine Produktionsförderung in Höhe von 300.000 Euro. Der
Deutsche Filmförderfonds gewährte eine Produktionsförderung in Höhe von 1.986.000 Euro.
Die Dreharbeiten wurden Anfang September 2022 in Berlin begonnen. Als Kamerafrau fungierte Julie Kirkwood, die zuvor beispielsweise für Destroyer von Karyn Kusama und After we Leave von Aleem Hossain sowie die Fernsehserien Yellowjackets und Archive 81 tätig war.

### Veröffentlichung
Der US-Kinostart erfolgte am 28. Juni 2024 unter dem Titel A Sacrifice. Die Deutschlandpremiere fand am 30. Juli 2024 in Berlin statt. Der Kinostart in Deutschland erfolgte am 1. August 2024.

## Rezeption
In Deutschland wurde der Film von der FSK ab 16 Jahren freigegeben. In der Freigabebegründung heißt es, die Geschichte baue in teilweise hohem Erzähltempo eine anhaltende, düstere Spannung auf. In diesem Rahmen komme es auch zu einzelnen Action- und Gewaltszenen. 16-Jährige seien auf der Basis ihrer bereits gesammelten Medienerfahrung in der Lage, die Gewaltspitzen zu verarbeiten, ebenso wie mehrfache deutliche Darstellungen von suizidalem Verhalten und des Konsums harter Drogen, der nicht eindeutig bewertet werde.
Die Kritiken fielen gemischt, tendenziell negativ aus.